# Искусственный остров

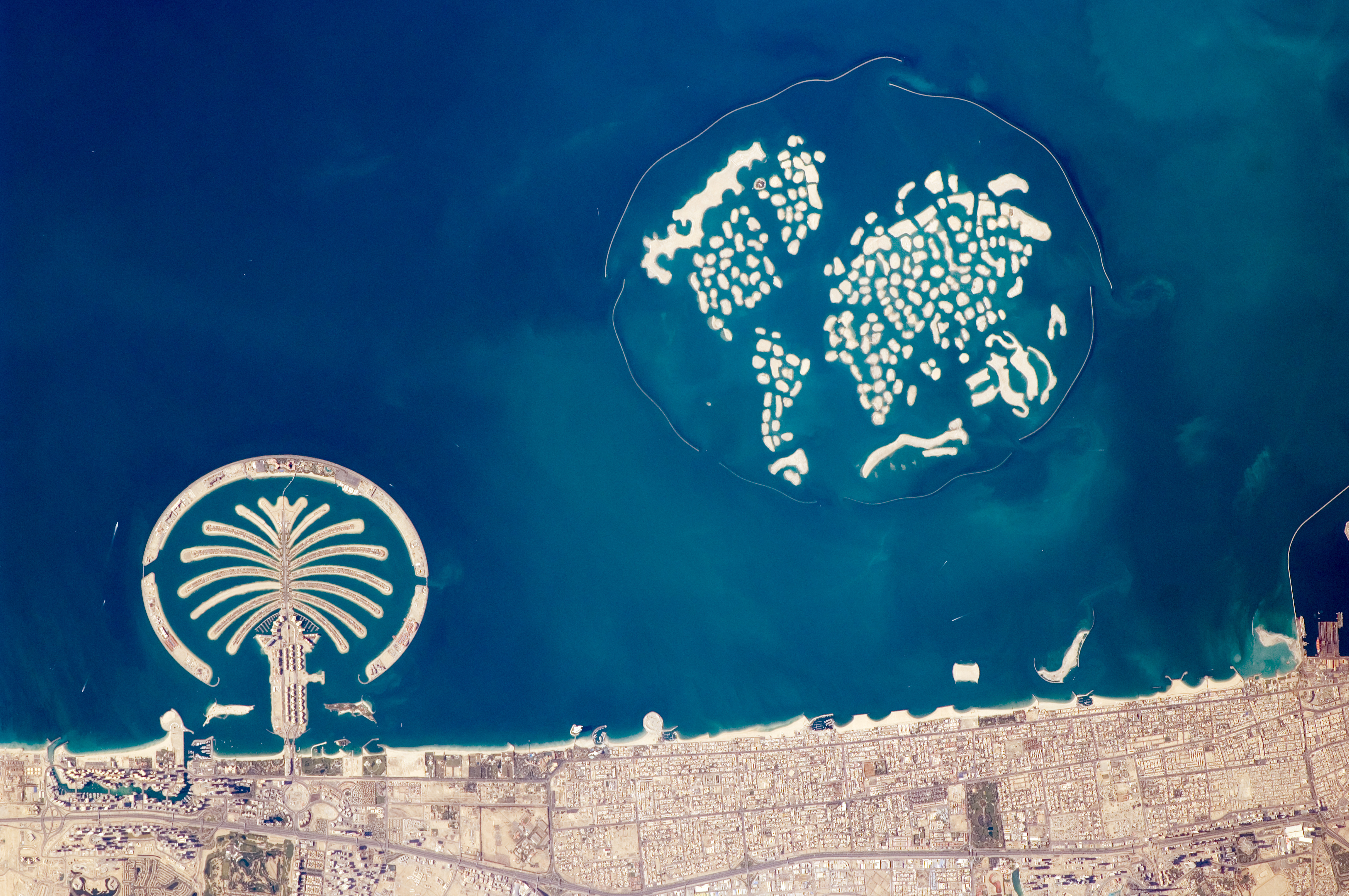
Один из Пальмовых островов (Джумейра) и архипелаг «Мир»

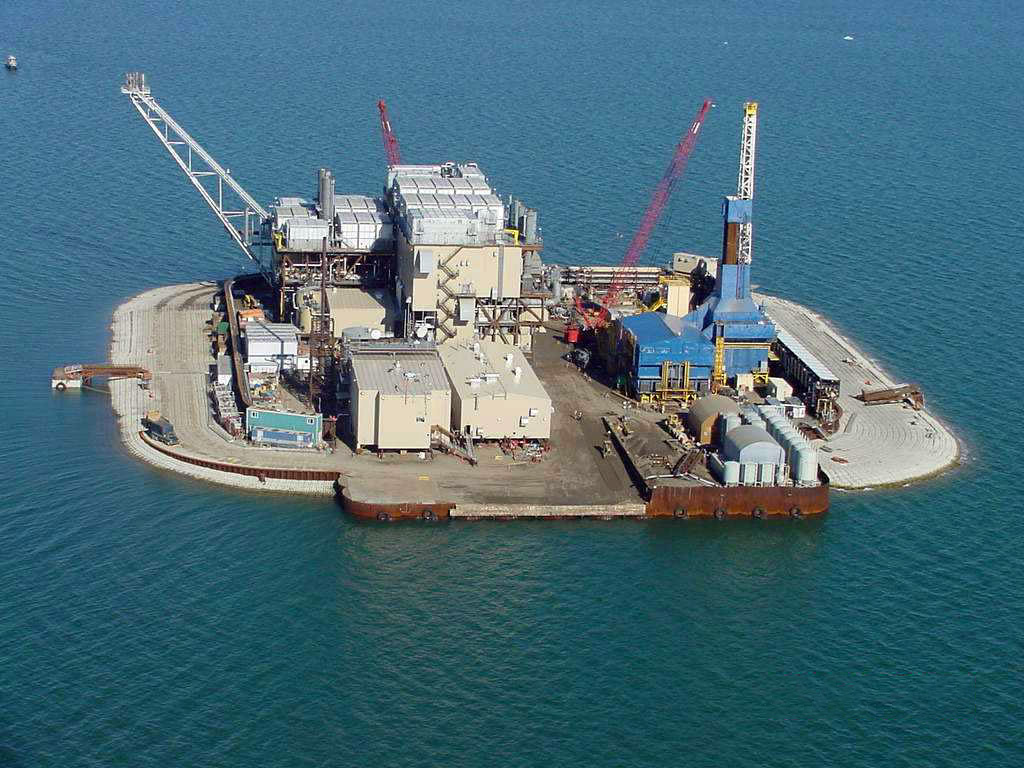
Буровая платформа Northstar как остров

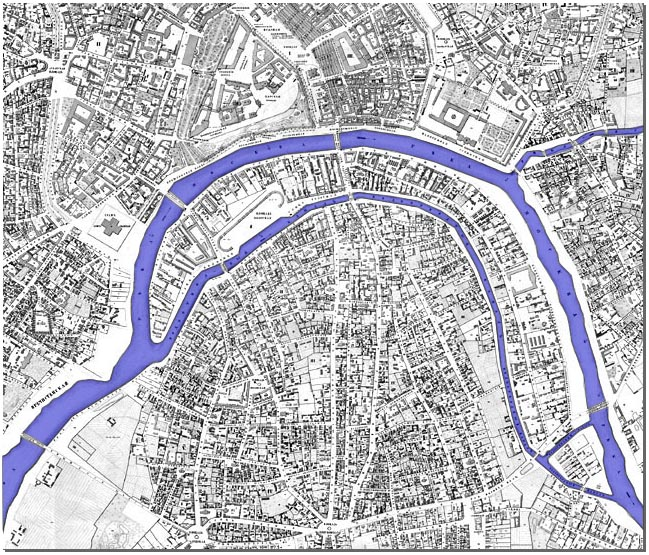
Остров Балчуг на карте Москвы 1850-х годов

Искусственный остров (или Антропогенные острова) — стационарное гидротехническое сооружение на открытой водной акватории (в морях, озёрах, реках), подобные острова создаются человеком, а не природой.
Строятся из донных и береговых грунтов, естественного и искусственного льда, обломков скал, камня и т. п.; также искусственные острова могут образовываться из частей суши после строительства каналов.
Искусственные острова не обладают статусом островов и не имеют территориального моря, исключительной экономической зоны и континентального шельфа.

## История

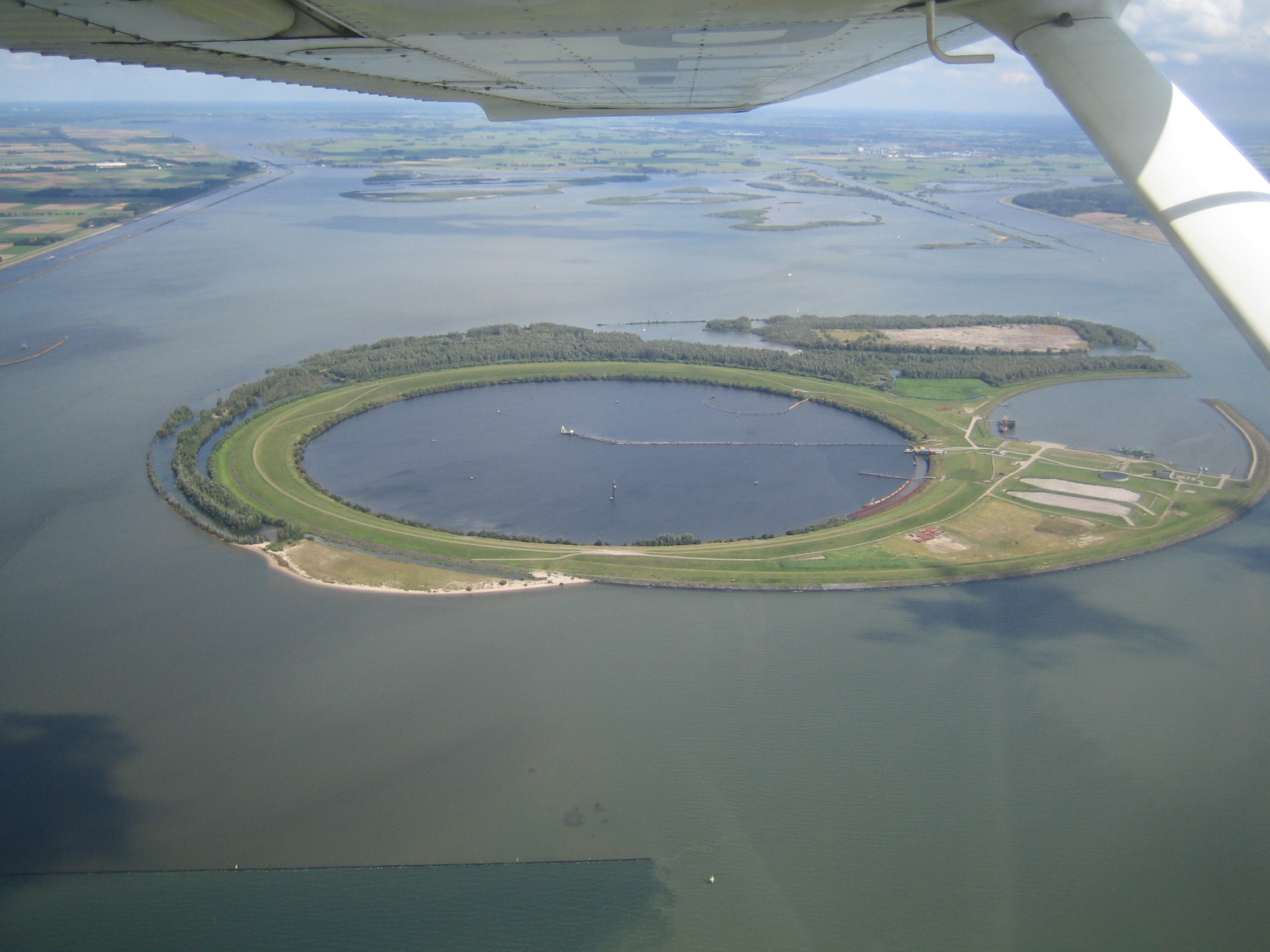
Остров-лагуна для отстойника Эйсселог в Нидерландах

Строительство искусственных островов в мире имеет долгую историю.
Кранноги — небольшие искусственные острова, которые сооружались в Шотландии и Ирландии на мелководье в местных озёрах и реках, в основном в эпоху неолита.
Нан-Мадол — искусственный архипелаг на Каролинских островах в Тихом океане, сооруженный, вероятно, между 1285 и 1485 годами древними микронезийцами.
Дэдзима — искусственный остров в форме веера в бухте Нагасаки (Япония). Был построен в XVII веке для того, чтобы иностранцы не допускались на священную японскую землю. Этот остров служил морским портом для голландских торговых судов.
Первый в России искусственный остров Черепаха был построен в 1702 году рядом с гаванью мыса Таган-Рог, затем несколько островов (в основном каменно-набросные) были построены в Финском заливе близ Кронштадта.
No Man's Land Fort — искусственный остров-форт, был построен англичанами между 1867 и 1880 годами в проливе Те-Солент близ побережья острова Уайт, для защиты Портсмута от нападения французов. Является частью Фортов Пальмерстона. В поперечнике постройка превышает 60 метров, ранее там размещалось 80 солдат. Фундамент представляет собой гранитные глыбы, которые доставлялись на место специальными баржами. В настоящий момент на нём расположен гостиничный комплекс, два ресторана, пять баров и две вертолётные площадки.
В XX веке распространенной практикой стало сооружение искусственных насыпных и конструкционных (металлических) островов для утилитарных целей — аэропортов, отстойников, буровых платформ, различных баз и т. п.

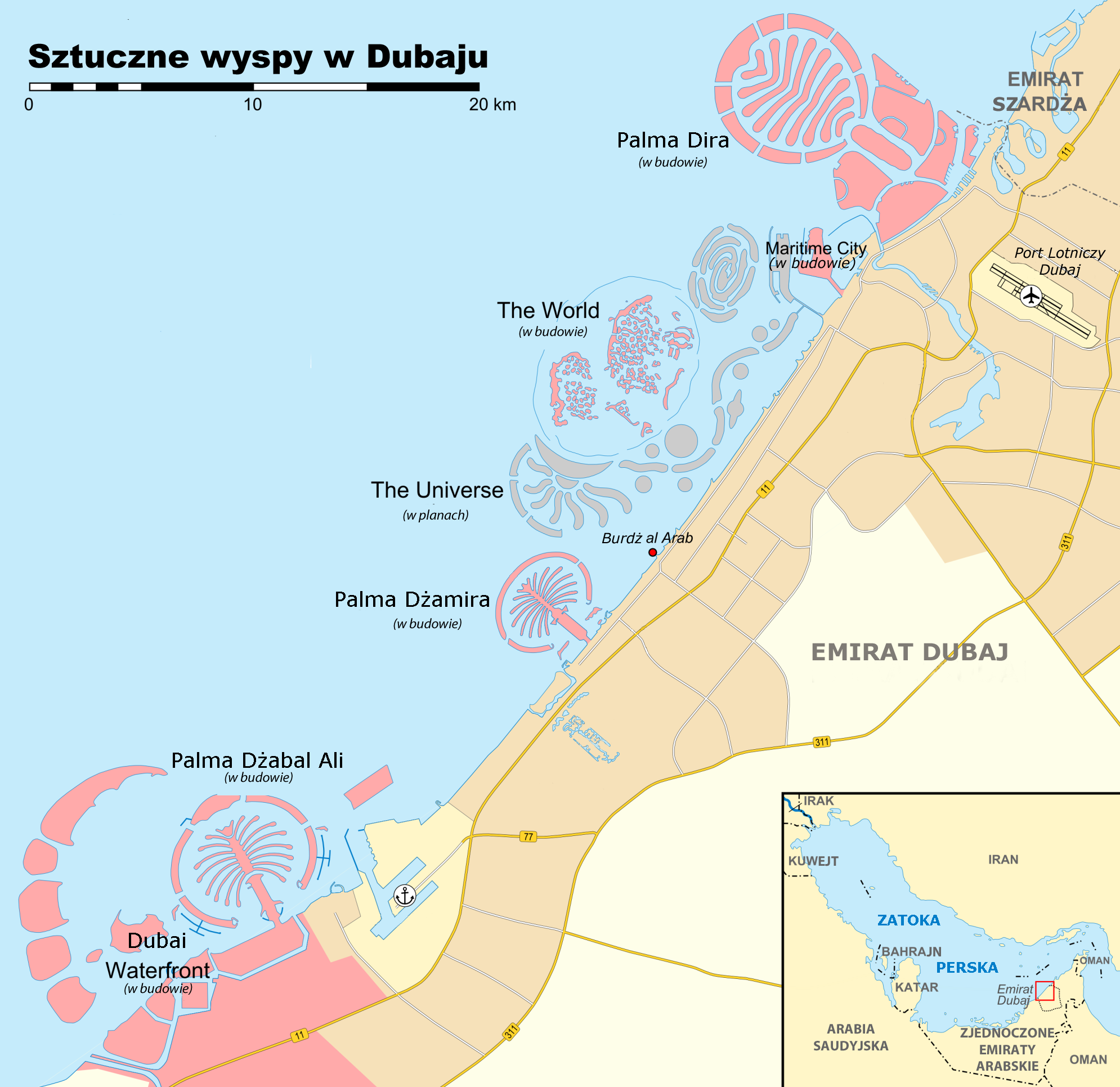
Все искусственные острова Дубая на карте

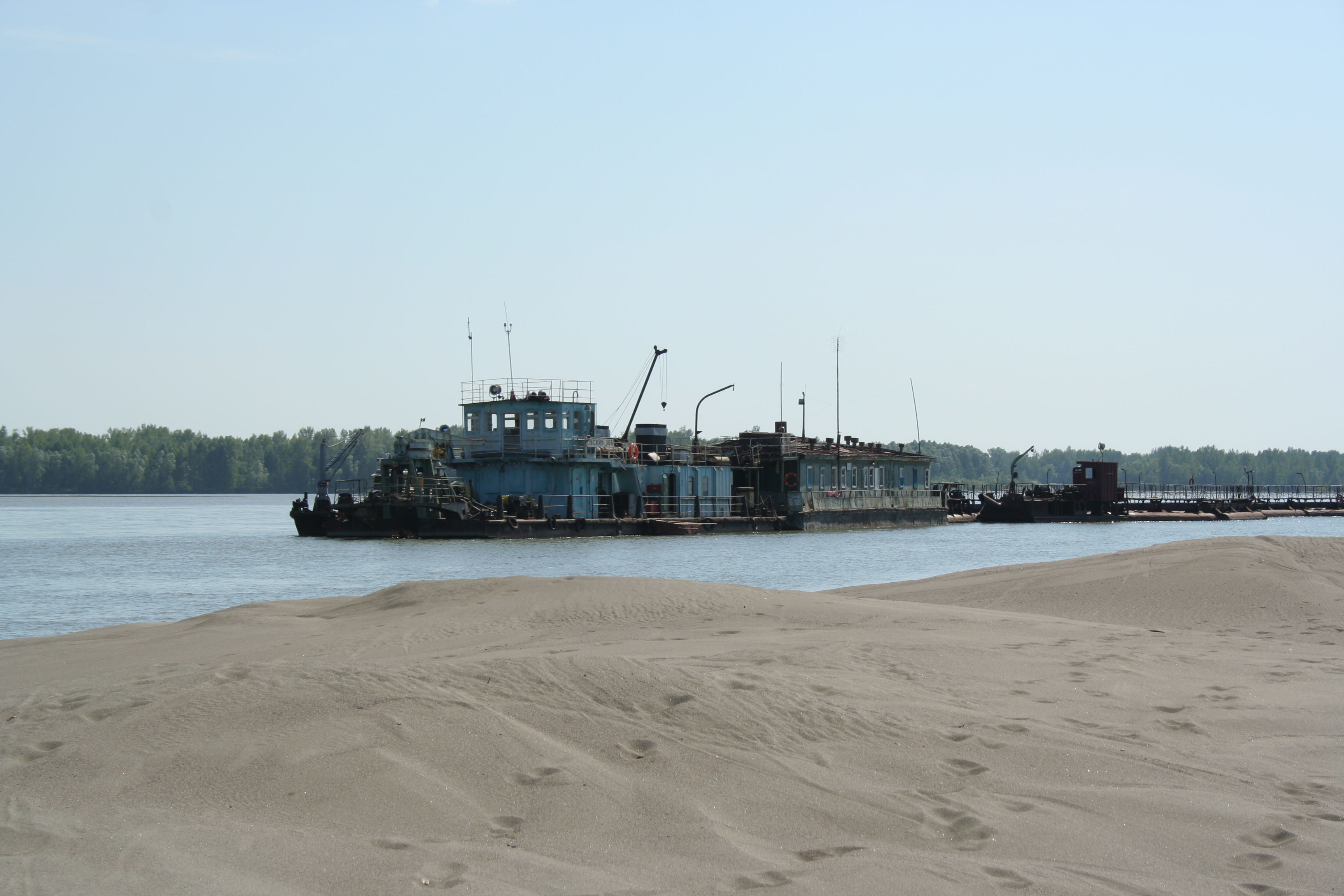
Искусственные острова часто образуются при отвале грунта земснарядами в ходе дноуглубительных работ

## Современные проекты

### Россия
Остров Черепаха в Азовском море, построенный в 1701—1706 году напротив Таганрога.
8-й цех завода Дагдизель (Каспийск, Дагестан), построенный в 1934—1936 годах.
В России существует проект создания архипелага Федерация. Его планируется намыть в Чёрном море в Хостинском районе Сочи напротив Малого Ахуна, площадь острова — 250 га, площадь застройки — 700 тыс. м².
15 июня 2017 года подписано распоряжение Правительства Российской Федерации о сооружении 4 искусственных островов в Кольском заливе для нужд «Центра строительства крупнотоннажных морских сооружений».
В январе 2025 года был анонсирован проект искусственного острова Корпорация остров Первый, который будет находиться недалеко от Сочи.

### ОАЭ
Первым искусственным островом в акватории Персидского залива стал остров Парус в Дубае, а его главной достопримечательностью — отель Бурдж аль-Араб (Burj Al Arab).
Одним из самых известных искусственных островов стали Острова Пальм также близ побережья Дубая — три острова в форме финиковой пальмы: Пальма Джумейра, Пальма Джебель Али, Пальма Дейра.
В 2007 году в Абу-Даби открылся для посетителей искусственный остров Лулу («Жемчужина»).
Искусственный остров Яс в Абу-Даби включает множество объектов туризма, торговли, развлечений, а также гоночного автоспорта.
Одним из крупнейших проектов ОАЭ стало строительство в Дубае архипелага «Мир» (The World) — около трёхсот островов, повторяющих континенты Земли. Планируется увеличить архипелаг «Мир» созданием новых островов по проекту «Вселенная» (The Universe).
В 2021 году в Дубае открылось самое высокое в мире колесо обозрения Око Дубая, расположенное на специально построенном компаниями Meraas Holding и Van Oord острове Блувотерс, открытие которого было приурочено к всемирной выставке Экспо-2020.

### Япония

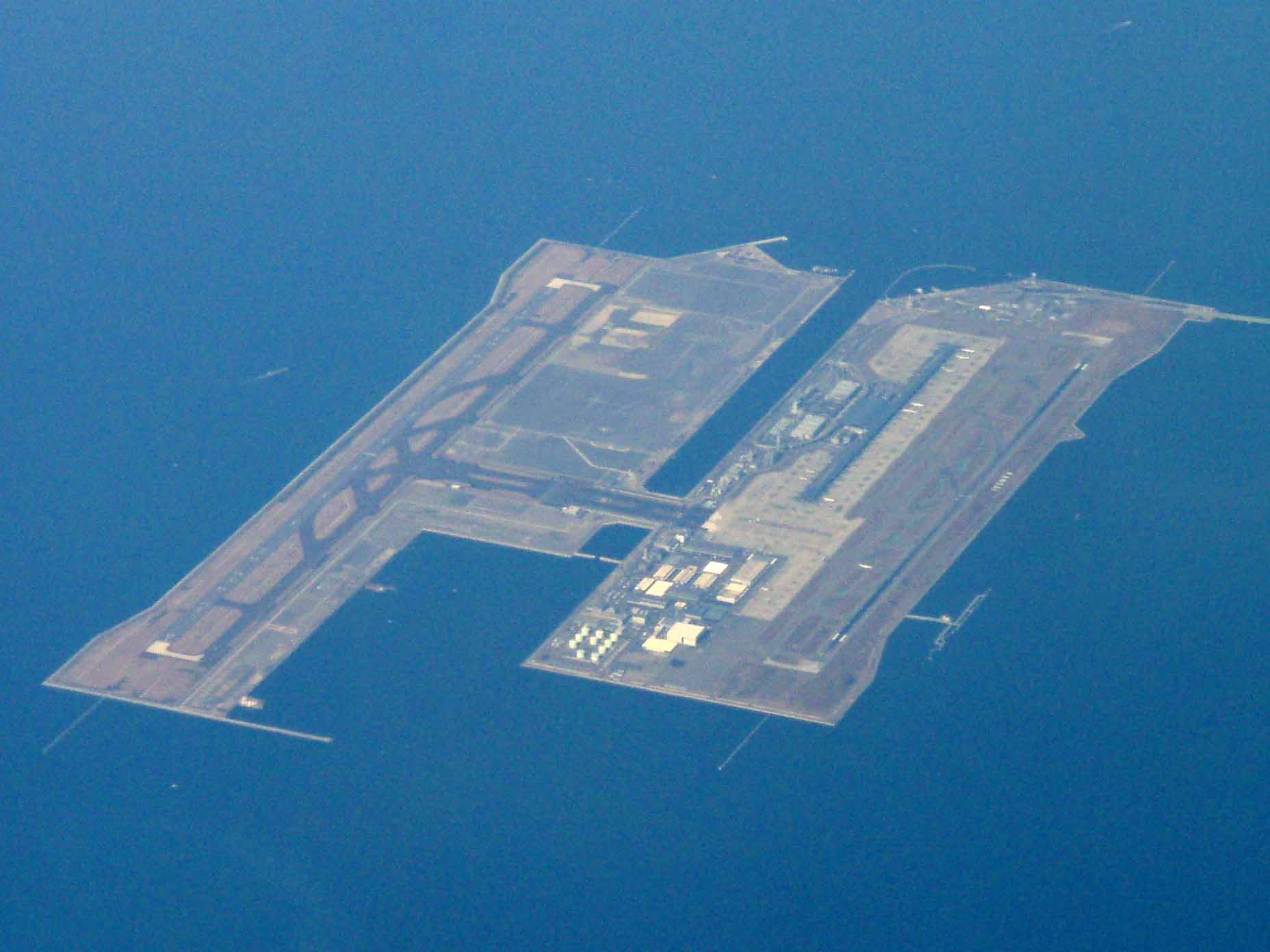
Международный аэропорт Кансай

Устойчивый к тайфунам и землетрясениям, международный аэропорт Кансай построен на искусственных островах в Восточной Азии.
Аквалайн — 9-километровый гибрид моста и туннеля соединил два города — Кавасаки (Kawasaki) и Кисарадзу (Kisarazu) через Токийский залив в Японии. Аквалайн сократил расстояние между городами с полутора часов до 15 минут. В месте, где мост переходит в туннель, расположен искусственный остров Умихотару — достопримечательность для туристов и место отдыха на воде.
На искусственном острове к югу от Нагои в Центральной Японии, в бухте Исе у города Токонаме построили аэропорт Тюбу.
Остров Одайба, искусственный остров в Токийской бухте, построен полностью из отходов.
Остров Рокко. Это второй по величине искусственный остров в Кобе.

### Другие проекты

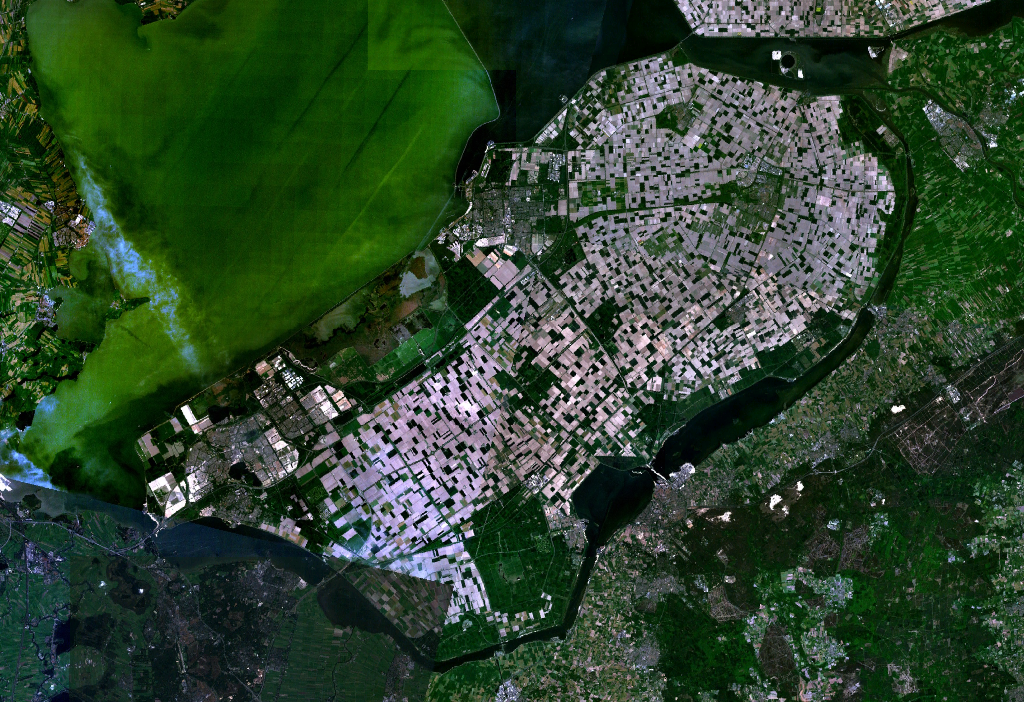
Флевополдер

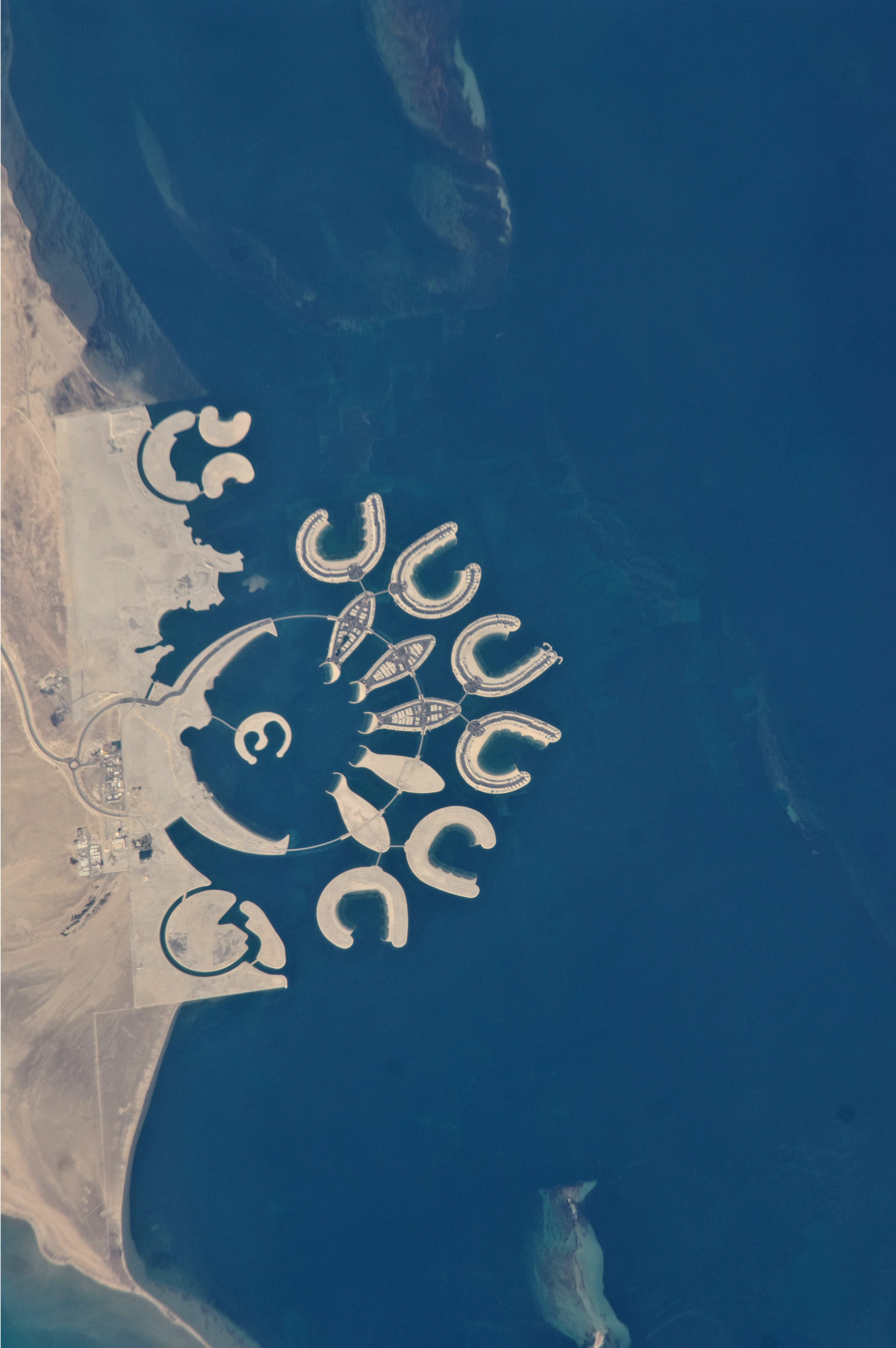
Дуррат-эль-Бахрейн

Остров Нотр-Дам (Île Notre-Dame) — был построен за 10 месяцев из 15 миллионов тонн горной массы, добытой при строительстве Монреальского метро в 1965 году. Остров построили для размещения Всемирной выставки Expo-67, чтобы отпраздновать 100-летие Канады. Остров расположен на середине реки Святого Лаврентия.
В 1969 году в Северном море в Нидерландах был закончен Флевополдер — крупнейшая осушенная островная территория.
Во время строительства Эресуннского моста, соединяющего Данию и Швецию, был намыт искусственный остров Пеберхольм («Перечный островок»), который располагается в датской части пролива Оресун.
Архипелаг Дуррат-эль-Бахрейн в Бахрейне похож на подобные острова в ОАЭ. Этот проект стоил 7 миллиардов долларов США и представляет собой архипелаг из 15 искусственных островов, расположенных на участке 20 км².